# Rua do Medo
Rua do Medo (Fear Street no original) é uma série de livros dos gêneros terror e drama adolescente, desenvolvida pelo autor R. L. Stine. As histórias de são passadas na velha cidade de Shadyside, e testemunhadas pelos estudantes da escola local. Em todos os livros, os contos são bem detalhados. Os livros da série, como são para jovens, tem em média cento e cinquenta páginas.
- Nome: Rua do Medo
- Título original: Fear Street
- Número de livros em português: 16
- Número de livros ao todo: 51

## Lista de livros
| Livro                    | Sinopse |
| ------------------------ | --- |
| O Clube do Terror        | Talia é uma garota normal, e participa do clube com mais cinco amigos. Nesse clube, ela faz e conta histórias de terror, dos mais diferentes e assustadores tipos, porém uma vez ela lê uma história com duas integrantes: Nessa e Shandel. Uma semana depois, Shandel Carter desaparece, e seu corpo é encontrado no Cemitério Da Rua Do Medo, com a garganta cortada exatamente do jeito como Talia havia lido. E a partir de então com a morte de Nessa sendo idêntica a uma outra história lida por Talia, as suspeitas aumentam e eles tem de descobrir a verdade, antes que mais um morra. |
| A Vidente                | Uma menina, com poderes de visões, decide investigar um assassinato de um familiar, e quanto mais ela investiga, mais conclusões terríveis acontecem... |
| O Novato                 | Mal o jovem Ross Gabriel chegou na escola de Shadyside já era disputado por todas as garotas. Sua beleza virou alvo de apostas. Quem saísse com ele primeiro seria a grande vencedora. Janie, Eve e Faith não imaginaram o risco que corriam. Primeiro foi Eve, depois Faith. As duas desapareceram,um tempo depois seus corpos foram encontrados violentamente assassinados, quem teria assassinado as moças? Marcar um encontro com Ross podia significar um encontro com a morte. Janie sabia disso. Mas sua paixão pelo novato de Shadyside era mais forte. Seria aquele o dia da realização de um sonho ou de uma terrível ameaça contra sua própria vida? |
| O Pesadelo               | Uma família se muda para uma casa abandonada da Rua Do Medo, na mesma noite a adolescente da família tem um pesadelo de estar sendo perseguida e esse pesadelo continua por várias noites. Agora ela precisa descobrir o que está acontecendo... |
| Admirador Secreto        | Uma adolescente, que ama teatro, começa a receber várias cartas estranhas de um admirador secreto, mal sabe ela que isso pode ser o fim do ato... |
| Número Errado            | Três amigos começam a brincar de fazer trotes de terror com os telefones da vizinhança, mas de repente eles batem com um número de um assassino... |
| Festa de Halloween       | Terry e sua namorada, são dois dos nove convidados para uma festa de Halloween da menina mais bela e misteriosa do colégio de Shadyside, Justine. Enquanto alguns estudantes brigam para ver quem é mais corajoso, na festa eles passam a perceber que pode ser a última festa de suas vidas, já que depois que as luzes apagam alguem é esfaqueado, e ninguém pode sair da casa. |
| O Vizinho                | Duas amigas,começam a disputar por um belo rapaz que se muda para a rua delas,mal sabe elas que ele pode ser a morte delas |
| Amor em Dose Dupla       | Bobby é o garoto mais legal do colégio. É conhecido como "o pegador" - ele namorou todas as garotas da escola, exceto as gemeas Wade, Samantha e Bree. Bobby apostou com seu melhor amigo, Arnie, que conseguiria pegar as duas num unico final de semana, conseguiu. Mas coisas começaram a acontecer, coisas estranhas. |
| Fim de Semana Alucinante | Não vai acontecer nada de mau, Della O´Connor garantiu aos amigos do clube de campo. E se pudesse ir sozinhos para a ilha do medo, melhor ainda. Mas quando Della se perde no bosque e aparece aquele homem, levando-a a cometer um ato violento, não parece nada divertido. Todos viram prisioneiros do silêncio, tentando esconder a verdade. Mas alguém viu o que Della fez. E agora ameaça, obrigando-os a voltar á ilha para encontrar aquilo que esqueceram de enterrar... |
| O Desafio                | Johanna sempre quis fazer parte do grupinho rico e popular que cercava Dennis e sua turma. Quando, finalmente, ele a convida para sair, mal consegue acreditar. Estava apaixonada e faria qualquer coisa para ter Dennis como namorado. Dennis, então, a desafia a matar o professor deles, o Sr, Northwood, e ela concorda no ato. Afinal, era apenas uma brincadeira, certo? Mas, de repente, toda a escola começou a apostar em Johanna. O desafio era sério... mortalmente sério. Será que ela o levará adiante? Realmente matará por amor? |
| Verão Diabólico          | Um tremendo verão na praia e Amanda está presa no curso de verão. Pelo menos ela não precisa tomar conta dos irmãos menores, já que Chrissy, a babá, toma conta da situação. Bondosa e digna de confiança, a babá é praticamente perfeita. Mas Amanda descobre um terrível segredo sobre a jovem: tomar conta de crianças é o trabalho de Chrissy, mas matar é o que ela faz melhor. |
| Beijo Mortal             | Com cabelos louros supermacios e olhos bem azuis, Karina era a garota mais bonita do colégio. Já Delia, não. Mas, em compensação, todos a notavam aonde quer que ela fosse. Acostumado a disputar tudo - roupas, notas, amigos-elas também estavam, como não podia deixar de ser, apaixonadas pelo mesmo rapaz. Ninguém estranhou. Ate porque a competição entre as duas começou na infância, e sempre passou ao largo de todos os limites da normalidade. Delia era alegre e extrovertida. Ate o momento, Vincent estava conseguindo namorar as duas ao mesmo tempo. Uma não sabia da outra, claro. E se sorte não mudasse, ele podia continuar a sair com ambas. Mas quando soubessem, era melhor nem pensar nas conseqüências. Faltava pouco, muito pouco, para tudo aquilo virar uma grande tragédia. |
| Paixão Mortal            | Ela é pálida como um fantasma, loura e estranhamente bela. Cory Brooks não consegue tirar Anna Corwin do pensamento. E o problema apenas começou. Por causa da misteriosa menina, o astro da ginástica olímpica do Colégio Shadyside vem agindo de maneira estranha. Todos notaram, mas só Lisa, amiga de Cory, sabe a verdade. E Cory precisa ter coragem de explorar a escuridão para descobrir a verdade. Até já recebeu um aviso ameaçador: venha à Rua do Medo e morrerá. |
| O Rosto                  | Tudo começa com Martha, que não consegue se lembrar de nada, nem mesmo do menor detalhe de um determinado dia. E parece que algo horrível aconteceu. Ela se conforma certa de que com o tempo tudo voltará ao normal. Mas nada acontece e Martha continua desenhando um rosto, uma vez após outra, seguidamente, sempre o rosto de um rapaz morto. Inútil tentar controlar a própria mão e muito menos lembrar de como tudo aconteceu. Mas ela precisa encontrar respostas, ainda que a solução para tantos mistérios esteja lá longe, onde a vida deixou de existir e ainda que os mortos sejam mesmo o único caminho. |
| A Confissão              | O que você faria se o seu melhor amigo lhe confessasse que havia assassinado alguém? E se ele lhe implorasse para guardar esse segredo? Qual seria a sua atitude? Os amigos de Julie odiavam Al. Até chegaram a desejar que estivesse morto. No entanto, isso não seria razão para que um deles chegasse a matá-lo. Julie sabe que o criminoso não está entre eles. Até que um deles confessa. Então todos resolvem fazer um pacto, prometendo guardar o segredo do assassino. Afinal acreditam que ele não seria capaz de matar novamente. Será? |